# Малый Тростенец (деревня)
Малый Тростене́ц - бывшая деревня на территории Минского района, входящая в состав города Минска с 1987 года. 

## История

### Период Великого княжества Литовского
В 1503 году село относилось к Минскому повету, Виленского воеводства, Великого княжества Литовского, и было передано в ведение Вознесенского монастыря.

### Период Российской империи
После второго раздела речи посполитой в 1793 году село вошло в состав Российской империи. В XIX веке деревня разделилось на Великий (старый) Тростенец и малый (новый) Тростенец. С 1815 по 1858 годы оба Тростенца были дворянской собственностью. В 1858 году стали собственностью В Ивановского. В 1897 году село входило в состав Сеницкой волости, Минского уезда, Минской губернии. И имел 21 двор и 285 жителей. в 1917 году было 264 жителя и 43 фермы.
С февраля по декабрь 1918 года была под оккупацией Германской империи. с 25 марта 1918 года в составе Белорусской Народной Республики.  С 1919 года входил в  состав БССР с перерывами польскую оккупацию июля 1919 года по июнь 1920 года. И в середине октября 1920 года.

### советский и современный период
С авгусат 1924 года до 26 июля 1930 года входила в состав Тростенецкого сельсовета, Самохваловичского района, Минской области. С 18 января 1931 года по по 26 мая 1935 года входила в состав города Минска. Затем перешло в минский округ а с 20 февраля 1938 года в составе минской области.
Во время второй мировой войны с конца июня 1941 года по начало июля 1944 года. На территории деревни находился один из самых крупных концлагерей Нацистской Германии. В котором были убиты 206500 человек.
С 16 июля 1954 года деревня входила в состав Гатовского сельсовета. А с 20 января 1960 года года в Новодворский сельсовет. В 1987 году деревня вошла в состав города Минска 

## улицы
С включением деревни в состав города Минска  была ликвидирована улица Космонавтов которая стала продолжением сохранившей своё название главной улици - Заречной. Улица Жданова была переименована в улицу Жилуновича а улица тишки Гартного в Ельницкую.